# Scopelosaurus adleri
Scopelosaurus adleri är en fiskart som först beskrevs av Fedorov, 1967.  Scopelosaurus adleri ingår i släktet Scopelosaurus och familjen Notosudidae. Inga underarter finns listade i Catalogue of Life.